# خوتکای اوکلند
خوتکای اوکلند (نام علمی: Anas aucklandica) نام یک گونه از سرده انس است.